# Övre Kvarnasjön
Övre Kvarnasjön är en sjö i Jönköpings kommun i Småland och ingår i Motala ströms huvudavrinningsområde. Sjön är 8,2 meter djup, har en yta på 0,254 kvadratkilometer och befinner sig 196,3 meter över havet. Sjön avvattnas av vattendraget Röttleån.

## Delavrinningsområde
Övre Kvarnasjön ingår i det delavrinningsområde (642920-142146) som SMHI kallar för Namn saknas. Medelhöjden är 229 meter över havet och ytan är 10,87 kvadratkilometer. Räknas de 6 delavrinningsområdena uppströms in blir den ackumulerade arean 184,81 kvadratkilometer. Röttleån som avvattnar avrinningsområdet har biflödesordning 2, vilket innebär att vattnet flödar genom totalt 2 vattendrag innan det når havet efter 211 kilometer. Delavrinningsområdet består mestadels av skog (48 %), öppen mark (15 %) och jordbruk (32 %). Avrinningsområdet har 0,37 kvadratkilometer vattenytor vilket ger avrinningsområdet en sjöprocent på 3,4 %.